# 尼加拉瓜外交
尼加拉瓜外交是指中美洲国家尼加拉瓜政府实行的外交政策。

## 政策
尼加拉瓜奉行不结盟的外交政策，强调在主权平等、民族自决和相互尊重的原则下与各国建立和发展关系。主张和平解决国际争端，保护人权，支持所有旨在缓和国际紧张局势、推动裁军和制止军备竞赛的行动。主张加强南南合作，改善南北经济关系，支持联合国改革。
尼加拉瓜過去與哥倫比亞因加勒比海海域疆界問題及與哥斯大黎加有界河問題而有邊界糾紛，致關係較為冷漠，近年國際法院作出相關判決後，關係已有改善。2018年以来因鎮壓社改抗议、大选争议引起歐美國家譴責，雙邊關係現漸行疏遠。2021年尼加拉瓜总统大选后，美国于11月宣布对尼加拉瓜的9名官员和内务部进行制裁，因为该国内政部在逮捕可能的总统大选反对派候选人、社会领袖、记者及学生中扮演了首要角色。而那9名官员中即包括总统奥加地本人。
尼國基本上支持中美洲統合。因為執政桑定民族解放陣線之意識形態屬偏左之社會主義路線而與委內瑞拉、古巴等國交好。2021年11月，尼加拉瓜正式申请退出美洲国家组织。雖反對以美國為首西方世界以帝國及霸權思維處理國際事務，但積極配合美國打擊洗錢、毒品販運、組織犯罪及資恐等國際合作措施，並與美國在內之各國協商簽署自由貿易協定以發展經貿關係。與俄羅斯亦保有密切友好關係。尼加拉瓜也全球仅有的五个外交上承认阿布哈兹与南奥塞梯的国家。

## 与邻国的关系

### 与墨西哥的关系
两国于1838年建交。墨西哥与尼加拉瓜两国均在对方首都设立了大使馆。历史上，两国均曾经隶属于西班牙帝国的殖民地新西班牙總督轄區，后于1821年独立，尼加拉瓜曾经是墨西哥第一帝国的一部分，直到1823年因尼加拉瓜加入中美洲聯合省而成为独立国家，现今，这两个国家都是加勒比国家联盟、拉美和加勒比国家共同体、美洲国家组织、伊比利亚－美洲国家组织和联合国的成员。1997年，墨西哥与尼加拉瓜签署了自由贸易协定，至2018年，双边贸易额达到10亿美元。

### 与厄瓜多爾的关系
2024年厄瓜多警方闖入位於首都基多（Quito）的墨西哥大使館，逮捕遭通緝而藏身在館內的厄國前副總統葛拉斯後，尼國總統丹尼尔·奥尔特加（Daniel Ortega）的政府透過聲明宣布，基多採取「不尋常且應受譴責的行動」後，尼國決定「做出與厄瓜多政府斷絕所有外交關係的主權決定」。

### 与玻利维亚的关系
尼加拉瓜与玻利维亚关系友好，自从埃沃·莫拉萊斯与丹尼尔·奥尔特加各自当选为玻利维亚、尼加拉瓜的总统后，两国关系有了很大的提升，且相互在对方首都设立大使馆。

### 与洪都拉斯的关系
洪都拉斯为尼加拉瓜北部邻国，尼加拉瓜军队亦曾在1907年武装干涉洪都拉斯内政。洪都拉斯总统曼努埃尔·塞拉亚因军事政变被推翻后，两国一度断交并关闭陆地国境。两国过去在豐塞卡灣上有领土争端，1992年國際法院判決，將豐塞卡灣的土地、島嶼、海洋邊界分開處理，判定三國分享豐塞卡灣的控制權。

### 与哥伦比亚的关系
尼加拉瓜与哥伦比亚之间有海上领土争端，且对哥伦比亚反政府组织哥武的看法有所争议。两国亦因为哥伦比亚革命武装力量问题一度断交。

### 与哥斯达黎加的关系

哥斯达黎加和尼加拉瓜之间的争议领土

1823年，两国脱离墨西哥第一帝国并加入中美洲联邦共和国。哥斯達黎加於1824年吞併了原属于尼加拉瓜的尼科亞半岛，并在1838年独立后将其改制为瓜纳卡斯特省。在1838年以前，两国一直是中美洲聯邦共和國的一部分，直到1838年解体後，兩國之間的關係成为主權國家之間的关系。1858年4月15日，兩國代表簽署的《卡尼亞斯-赫雷斯條約》界定了當代兩國之間的邊界。但近年来因领土争端及尼加拉瓜在哥斯达黎加的非法移民问题，两国龃龉不断。2010年，尼加拉瓜政府因在两国界河圣胡安河上开展了疏浚工程且将河中挖取出的泥沙堆積在哥斯大黎加境內，引发哥斯达黎加政府抗议。这一事件引起了两国之间长达三年的领土纠纷。尼加拉瓜總統奧蒂嘉亦曾於2013年宣稱瓜納卡斯特省為尼加拉瓜領土，因接管瓜納卡斯特將極大地增加尼加拉瓜可用於勘探石油的大陸架面積，並將尼加拉瓜邊界延伸至哥斯達黎加首都聖何塞70千米以內。這一事件也引發了哥斯大黎加政府的不滿。亦導致兩國關係較為冷漠。近年國際法院對聖胡安河領土糾紛作出相關判決後，兩國關係已有改善。

## 与其他国家的关系

### 与俄罗斯的关系
尼加拉瓜与俄罗斯关系友好，尼加拉瓜与俄罗斯也是全球为数不多的五个外交上承认阿布哈兹与南奥塞梯的国家。2008年喬治亞与尼加拉瓜断交后，俄罗斯提出加强与尼加拉瓜的关系，并向尼加拉瓜提供援助，帮助重建尼国受飓风破坏的地区。尼加拉瓜总统丹尼尔·奥尔特加重视发展与俄罗斯的关系，他亦曾多次对俄罗斯进行国事访问。除此之外，尼加拉瓜政府亦承认俄羅斯对克里米亞的领土主权，并在克里米亚半岛开设驻俄名誉领事馆，从而导致对于克里米亚半岛拥有法定主权的乌克兰对尼加拉瓜实施经济制裁。

### 与阿布哈茲的关系
尼加拉瓜承认阿布哈兹为独立国家。阿布哈兹和尼加拉瓜亦于2009年9月10日正式建立外交关系。此事件也导致喬治亞宣布与尼加拉瓜断绝外交关系。
2010年7月18日至21日，阿布哈兹国家代表团由巴加普什总统率领访问了尼加拉瓜。7月19日，代表团由爱德华·贾巴耶维奇·科科伊季领导的南奥塞梯代表团参加。同一天，两位总统都参加了桑地诺革命31周年的正式活动。7月20日，阿布哈兹和尼加拉瓜总统签署了关于友好合作、免签证旅行长达90天的协定、贸易经济关系、商业航运、航空服务以及阿布哈兹共和国国家银行之间的合作和尼加拉瓜中央银行。 总统还获得对方各自国家的最高装饰品。

### 与南奥塞梯的关系
尼加拉瓜承认南奥赛梯为独立国家，并于2010年4月14日建交，两国关系友好。

### 与德國的关系
尼加拉瓜2024年3月1日向国际法院（ICJ）提起訴訟，指控德國在軍事及經濟上協助以色列，並且凍結了聯合國近東巴勒斯坦難民救濟和工程處（UNRWA）的經費，直接導致了加薩的「種族滅絕」（genecide）慘況。尼加拉瓜在訴訟中指控，綜合以上罪嫌，「德國涉及促使種族滅絕，也完全沒有盡到阻止種族滅絕的義務」。

### 与荷兰的关系
尼加拉瓜于2022年9月30日晚總統奧蒂嘉宣布与荷兰断绝外交关系，以谴责“荷兰对尼持有‘干涉主义和新殖民主义’立场，威胁并中止为尼原住民和非洲裔社区建立医院等共同利益项目。”，荷兰于2013年就已关闭了驻尼加拉瓜首都马那瓜的使馆，对于此次断交表示遗憾，并与欧盟合作伙伴商讨应对。

### 与梵蒂岡的关系
尼加拉瓜于2023年3月，總統奧蒂嘉因不滿梵蒂岡教宗方濟各批評監禁主教阿爾瓦雷茲，下令關閉兩國大使館。